# Al Jama-ah
Al Jama-ah is een politieke partij in Zuid-Afrika. De partij werd gesticht in 2007. Het hoofdkantoor is gevestigd in Pinelands  in Kaapstad. De partij heeft als doel de moslim-belangen te ondersteunen en de sharia-wetten te handhaven. Bij de Zuid-Afrikaanse algemene verkiezing van 2009 nam ze voor de eerste keer deel. Ook nam de partij vanaf dat jaar deel aan de provinciale verkiezingen in West-Kaap en Kwazoeloe-Natal.

## Verkiezingsresultaten
| Verkiezing | Stemmen | %    | Zetels |
| ---------- | ------- | ---- | ------ |
| 2024       | 39 067  | 0,24 | 2      |
| 2019       | 31 468  | 0,18 | 1      |
| 2014       | 25 976  | 0,14 | 0      |
| 2009       | 25 947  | 0,15 | 0      |